# Bulbophyllum verruculiferum
Bulbophyllum verruculiferum là một loài phong lan thuộc chi Bulbophyllum.